# Dieden

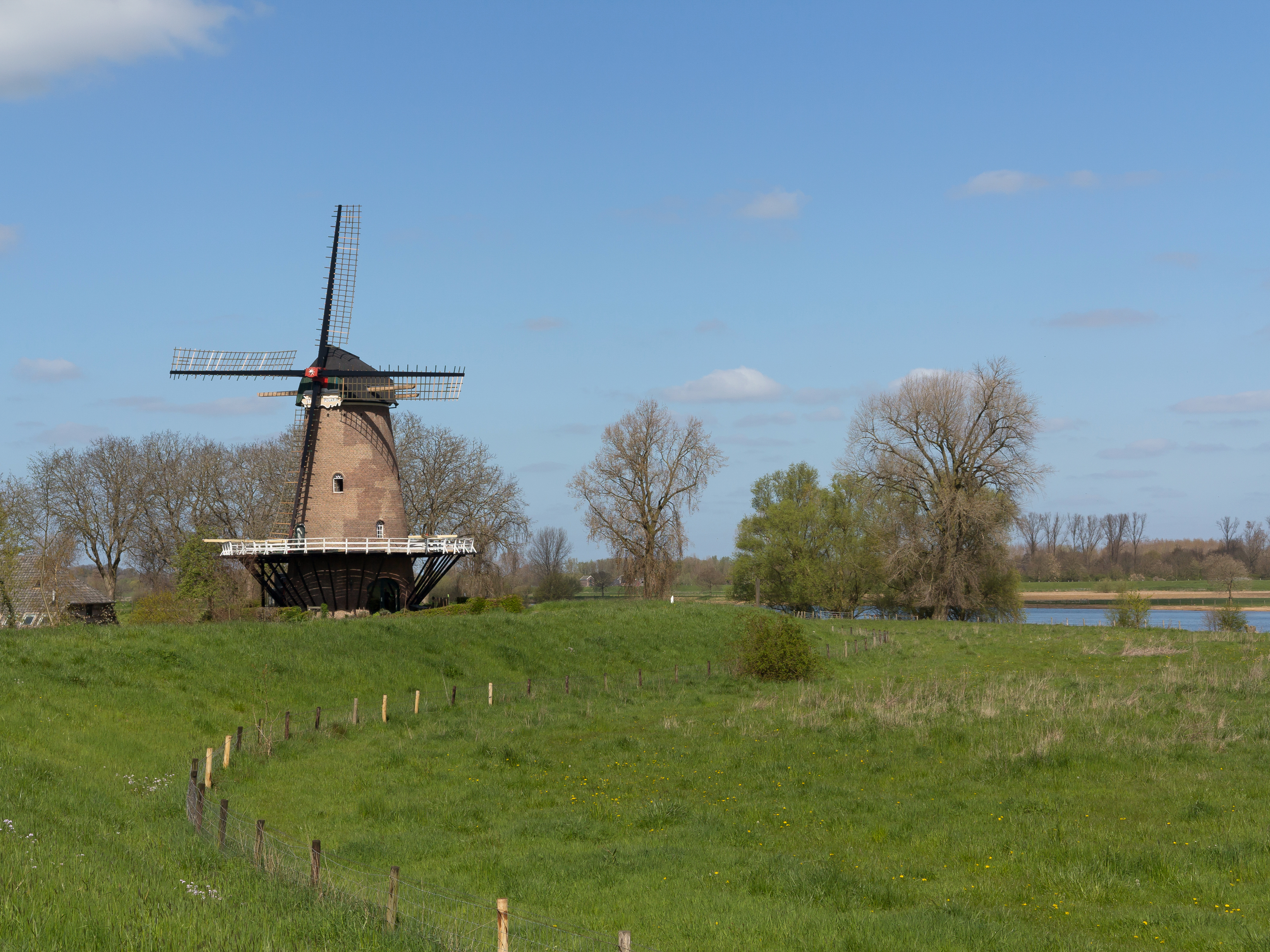
Dieden, stellingmolen Stella Polaris

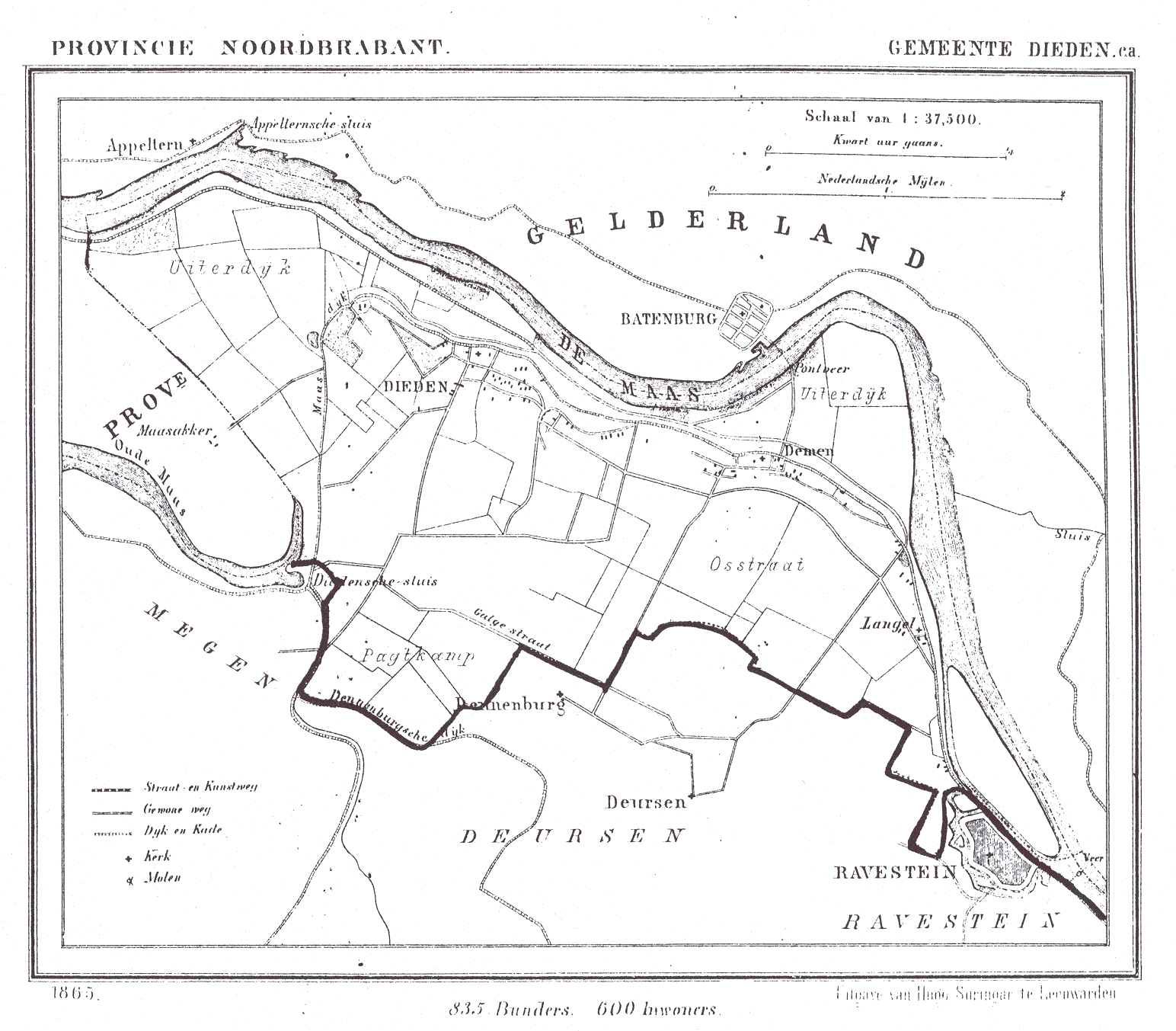
Dieden in 1865

Dieden is een dorp  in de gemeente Oss in de Nederlandse provincie Noord-Brabant. Het was tot 1810 een zelfstandige gemeente. Toen in 1810 het Koninkrijk Holland werd geannexeerd, werd in opdracht van Napoleon Bonaparte Dieden samengevoegd met de gemeente Demen en Langel, waarna de gemeente Dieden, Demen en Langel ontstond. Dieden was de hoofdplaats van deze gemeente. In 1923 ging deze gemeente op in de gemeente Ravenstein, die op zijn beurt op 1 januari 2003 opging in de gemeente Oss.

## Etymologie
De schrijfwijze van de naam van het dorp is in de loop der tijd een aantal keren veranderd. Zo schreef men vroeger Dichden, Diechden, Diegden en zelfs Dieten. De naam is een samenvoeging van dic (dijk) en den (een bewoonbare plaats). De naam betekent dus eigenlijk: bewoonbare plaats aan de dijk.

## Geschiedenis
Dieden was vanouds een zelfstandige heerlijkheid deel uitmaakte van het Land van Maas en Waal dat bij Gelre behoorde.
Rond 1875 werd het kasteel in Dieden afgebroken. Van dit kasteel zijn in het landschap nog steeds de overblijfselen zichtbaar, namelijk de gracht, het bruggenhoofd, een veeschuur en een gedeelte van het koetshuis. Het kasteel bevond zich ten westen van het dorp.

## Bezienswaardigheden
- De Stella Polaris is een ronde stenen stellingmolen die gebouwd is in 1865.
- De Sint-Laurentiuskerk stamt uit de 12e en begin 13e eeuw en is gelegen aan de Maasdijk. Het heeft een tufstenen eenbeukig Romaans schip uit de 2e helft van de 12e eeuw. Bij de bouw van de 15e-eeuwse toren werd de westgevel van het kerkje gewijzigd. Ook werd het schip toen verhoogd en van steunberen en spitsboogramen voorzien. Toen werd ook een hoger koor en een noorderdwarspand gebouwd, welke in de 18e eeuw weer zijn gesloopt. In de torenhal bevinden zich kruisgewelven en naast de toren bevindt zich een opvallende traptoren. In de toren is tufsteen verwerkt dat afkomstig is van de vroegere Romaanse westgevel van het kerkje. In 1614 kwam het kerkje in gebruik bij de hervormden, waarop de katholieken in Demen ter kerke gingen. Dat is zo gebleven, ook nadat de hervormden het kerkje buiten gebruik stelden. Het kerkje raakte in verval. In 1986 werd het kerkje betrokken door een beeldend kunstenaar die het huurde van de voormalige gemeente Ravenstein. Uiteindelijk werd het in 2003 gekocht door het Brabants Monumentenfonds.

## Natuur en landschap
Dieden ligt aan de Maas. Ten westen van Dieden ligt het natuurontwikkelingsgebied Diedense Uiterdijk. Voorts liggen, tegen de Maasdijk aan, een aantal wielen die als de Poelen van Dieden bekendstaan.

## Naburige kernen
Megen, Dennenburg, Demen